# Wing chun
El wing chun (en chino: 詠春; yale cantonés, wing6 cheun1; mandarín: yǒng chūn, literalmente «canto de primavera», a veces sustituido por los caracteres 永春, «primavera eterna»), romanizado también como wing tsun/tchun o ving tsun, (en vietnamita: Vịnh Xuân Quyền) es un arte marcial chino tradicional aunque muchos lo reconocen como sistema marcial (o kung fu) orientado a la defensa personal creado por una sacerdotisa que se escapó del templo Shaolin, llamada Ng Mui. Utiliza golpes de puño, golpes de mano abierta, no usa bloqueos sino que la "defensa es siempre un tipo de ataque" es decir, '''neutraliza los golpes del oponente para usarlos en su contra'''. Usa desvíos, agarres, luxaciones y lanzamientos, además de armas tradicionales. El cual enfatiza el combate a media y corta distancia. El estilo está constituido por una gran cantidad de ejercicios en parejas llamados manos y pies pegajosos "Chi Sao", "chi gerk" y seis formas, o ejercicios meditativos en solitario que desarrollan varios conceptos relacionados con: el autoconocimiento corporal, las técnicas, las tácticas, el equilibrio, la fluidez, la relajación, la rapidez, la sensibilidad, y el acondicionamiento físico específico. Tres de ellas son a mano vacía, una utiliza un dummy o muñeco de madera y las otras dos son realizadas con armas tradicionales. Las seis formas son: Siu Nim Tao 小念頭 (la pequeña idea); Chum Kiu 尋橋 (los manos como puentes); Biu Tze 鏢指 (las manos que atacan); Muk Yan Jong 木人樁 (la forma del muñeco de madera); Luk Dim Boon Gwun 六點半棍 (la forma del bastón largo) y Baat Jaam Do (la forma de los cuchillos mariposa) 八斬刀.

## Historia
Uno de los relatos más conocidos menciona que el wing Chun fue desarrollado durante el período de la "Opera del junco/barca rojo", una organización cultural y política conformada por varias familias y sociedades secretas (banderas) que estaban en contra de la dinastía Qing. Sin embargo, la leyenda común según lo dicho por el maestro Ip Man, implica a la joven doncella Yim Wing-chun durante el período después de la destrucción por el gobierno Qing del templo Shaolin del Sur y sus templos asociados, por promover la rebelión.
Después de haber rechazado la oferta de matrimonio de uno de los muchos señores feudales de ese entonces, Yim Wing-Chun era acosada por uno de sus pretendientes. La joven se cruzó con una monja budista llamada Ng Mui, quien fue uno de los sobrevivientes del templo Shaolin del sur, y pidió a la monja que le enseñara a luchar. Según la leyenda Ng Mui enseñó a Yim Wing Chun un nuevo sistema de arte marcial que había sido inspirado por las observaciones de la monja de una confrontación entre una serpiente y una grulla, y estaba diseñado para hacer frente a los múltiples estilos externos inspirados en las enseñanzas del templo shaolin. Este estilo sin nombre, le permitió a la joven derrotar al señor feudal en una lucha uno a uno. Yim Wing-Chun Leung a partir de entonces se casó con su prometido Bac-Chou y le enseñó el estilo, que más tarde fue nombrado usando su nombre, o wing chun "canto a la primavera".
Dado que el sistema fue desarrollado durante la resistencia de Shaolin y Ming a la dinastía Qing, muchas leyendas, incluyendo la historia de Yim Wing-Chun, se extendieron en cuanto a la creación de Wing Chun con el fin de confundir a los enemigos. Esto a menudo se da como una razón para explicar la dificultad de determinar con precisión el creador o creadores del Wing Chun.
El 9 de noviembre de 2002, el Gobierno chino fundó en Foshan, Cantón, el Ip Man Tong (Museo de Ip Man), con la ayuda de sus discípulos, en honor a Ip Man, para reconocer su contribución a las artes marciales chinas.

## Formas
- Siu Nim Tao (小念頭; pinyin: xiǎo niàn tóu). Contenidos asociados: Pak Sao, Tan Sao, Bong Sao, Jet Sao, Tang chi Sao, Seung Chi sao.
- Chum Kiu (尋橋; pinyin: xún qiáo). Contenidos asociados: Seung Chi sao, Quan Sao, Mah poh, Toi Mah.
- Biu Tze (鏢指; pinyin: biāo zhǐ). Contenidos asociados: Seung Chi sao, Chi gerk, Sau gerk seung siu.
- Muk Yan Jong (木人樁; pinyin: mùrénzhuāng). Contenidos asociados: Seung Chi sao, Chi gerk, Cheung Kiu Sao, Lat sao, Lei Tei Chi Sao, Leung Bi Mok Chi Sao, Mai San Jong, Muk Yan Jong, Dar Hung Jong, Gerk Jong.
- Luk Dim Bun Gwun (六點半棍). Contenidos asociados: Jin Choi, Biu Kwan, Chi kwan, Kwan Mo Leung Heung.
- Baat Jaam Do (八斬刀).

## Términos comunes
Los términos utilizados en wing chun son originalmente emitidos en cantonés coloquial. El significado, por tanto, puede ser difícil de rastrear.
| Término      | Caracteres simplificados | Caracteres tradicionales | Cantonés (transcripción Yale) | Mandarín (transcripción pinyin) | Significado(s)     |
| ------------ | ------------------------ | ------------------------ | ----------------------------- | ------------------------------- | ------------------ |
| Bong Sao     | 膀手                     | 膀手                     | bong2 sau2                    | bǎngshǒu                        | Ala brazo          |
| Cham/Jam Sao | 沈手                     | 沉手                     | cham4 sau2                    | chénshǒu                        | Mano hundida       |
| Chi Sao      | 黐手                     | 黐手                     | chi1 sau2                     | chǐshǒu                         | Manos pegajosas    |
| Fook Sao     | 伏手                     | 伏手                     | fuk6 sau2                     | fúshǒu                          | Controla brazo     |
| Gaun Sao     | 耕手                     | 耕手                     | gang1 sau2                    | gēngshǒu                        | Mano de surco      |
| Gerk         | 脚                       | 腳                       | gerk                          | gerk                            | Pierna (No patada) |